# Scott Putesky
Scott Mitchell Putesky (East Orange, Nueva Jersey; 28 de abril de 1968-Los Ángeles, California; 22 de octubre de 2017), también conocido artísticamente como Daisy Berkowitz, fue un músico estadounidense, guitarrista principal y cofundador de la banda de metal industrial Marilyn Manson.
Eligió su apodo inspirado en Daisy Duke, personaje de la serie televisiva Los Dukes de Hazzard interpretado por Catherine Bach, y en David Berkowitz, psicópata conocido también por el sobrenombre de «Hijo de Sam».

## Biografía
Scott siempre quiso ser músico. Antes de dar con Marilyn Manson tocó en cinco bandas que apenas consiguieron relevancia. En 1989 fundó, junto a Brian Warner, Marilyn Manson & The Spooky Kids. En aquella época, toda la tarea compositiva recaía en cantante y guitarrista, y este último tocaba la guitarra y programaba los ritmos de batería.
En mayo de 1996, Berkowitz anunció que abandonaba la banda. La versión dada por Manson fue que su antiguo camarada crecía musicalmente en una dirección diferente a la del resto de la banda.
Pese a haber sido forzado a abandonar Marilyn Manson por la puerta trasera, Daisy, que volvió a ser Scott, no abandonó la música. Volvió a Florida y escribió cerca de 20 canciones. Acerca de su alejamiento de Marilyn Manson, Daisy dijo esto: «No fui despedido. Sentí como que no tenía crédito por lo que hacía y ciertamente no tenía la oportunidad de hacer mi música, cuando eso fue todo lo que hice entre el primer disco y el segundo. De todas las composiciones que tenía listas para Antichrist Superstar, Manson no aceptó ninguna. Solo quiso Wormboy y me sentí engañado. No me respetó. Este tipo cambia de opinión cada cinco minutos. No estoy exagerando. Siempre estaba buscando una personalidad sonora y yo aporté muchísimo en ese tema. Cuando escribes, no puedes realmente transmitir lo que tienes en la cabeza. Como él no es músico no entiende eso. Nunca apreció mi esfuerzo por lograr una unidad de sonido». Aseguraba que Manson quería trabajar con Twiggy Ramirez y no con él, ya que el bajista se encargó de las guitarras tras la partida de Daisy. «Al notar que apenas había trabajado un tercio del disco decidí irme. ¡Ni siquiera había metido muchas guitarras!. Literalmente no me dejaron entrar al estudio; apenas entré dos veces a la semana para hacer lo básico con las guitarras. Toqué en cinco canciones: Irresponsible Hate Anthem, Wormboy, Tourniquet, Antichrist Superstar y Mister Superstar. Ahí me dijeron "Ya te puedes ir...". y ni siquiera había terminado el disco. Me di cuenta de que me tenía que ir...» se lamenta Daisy. Criticaba al reverendo diciendo que nunca antes había tenido una banda y que no tiene idea de qué es el profesionalismo. Ya no se veía con ninguno de los miembros de la agrupación: «nadie me ha invitado a un show siquiera». ¿Qué se siente al ya no ser más Daisy Berkowitz? «Un poquito mejor» trata de convencer.
También grabó una maqueta llamada 3x3 en la que cantó y tocó todos los instrumentos bajo el nombre de Three Ton Gate. Superadas las ansias de cantar, decidió buscar una vocalista y la encontró en Tyreah James, que comenzó cantando dos de las canciones de aquella maqueta (Hollywood’s Heaven y Honor) y en dos nuevas canciones (Keep Me Warm y X-Files Girls); las cuatro vieron la luz de modo conjunto en una nueva maqueta.
Scott todavía encontraba tiempo para trabajar en el proyecto de su amigo Rich Penny que, llamado ROD —siglas que corresponden a Rednecks on Drugs, es decir, paletos drogados—, ofrece una revisión tecnológica de canciones con aroma setentero.
Al final estuvo trabajando en un proyecto con otro de los antiguos miembros de Marilyn Manson, Stephen Bier.

### Muerte
En septiembre de 2013, le fue diagnosticado un cáncer de colon en etapa 4. Falleció a causa de esta enfermedad el 22 de octubre de 2017.

## Discografía
- The Raw Boned Psalms (Marilyn Manson and the Spooky Kids, 1989)
- The Beaver Meat Cleaver Beat (Marilyn Manson and the Spooky Kids, 1990)
- Big Black Bus (Marilyn Manson and the Spooky Kids, 1990)
- Grist-o-Line (Marilyn Manson and the Spooky Kids, 1990)
- Lunchbox (Marilyn Manson and the Spooky Kids, 1991)
- After School Special (Marilyn Manson and the Spooky Kids, 1991)
- Live As Hell (Marilyn Manson and the Spooky Kids, 1992)
- The Family Jams (Marilyn Manson, 1992)
- Refrigerator (Marilyn Manson, 1993)
- Portrait of an American Family (Marilyn Manson, 1994)
- Smells Like Children (Marilyn Manson, 1995)
- Antichrist Superstar (Marilyn Manson, 1996)
- Vanishing Century (Three Ton Gate, 1997)
- Covetous Creature (Jack Off Jill, 1998)
- 2000 Years of Human Error —como artista invitado— (Godhead, 2001)
- Suntanic (Stuck on Evil, 2001)
- Rumspringa (Three Ton Gate, 2002)
- Lose Your Mind (Three Ton Gate, 2003)
- The Chrome Recordings —como artista invitado— (TCR, 2004)
- Lunch Boxes & Choklit Cows (The Spooky Kids, 2004)
- Judy Garland (Kill Miss Pretty, 2010)
- Deform School (The Spooky Kids, TBC)
- These Messages (Three Ton Gate, TBC)
- Millenium Effluvium (Daisy Berkowitz, 2014)
- Mr Conrad Samsung (The Daisy Kids, 2015)